# Елі Леско
Антуан Луї Леокарді Елі Леско (9 грудня 1883 — 20 жовтня 1974) — президент Гаїті з 1941 до 1946 року. Був членом білошкірої еліти, використовував політичний клімат Другої світової війни для підтримки своєї влади, а також підтримував зв'язки зі Сполученими Штатами, могутнім північним сусідом Гаїті. Його адміністрація відзначилась періодом економічного спаду, а також жорстокими політичними репресіями.

## Ранні роки
Леско народився в мулатській родині в містечку Сен-Луї-дю-Нор. Вирушив до Порт-о-Пренса, щоб вивчати фармакологію після здобуття середньої освіти в Кап-Аїтьєні. Після здобуття вищої освіти оселився в місті Пор-де-Пе, де зайнявся експортно-імпортною справою. Вступив до політики після смерті своєї першої дружини 1911 року, за два роки його було обрано до Палати депутатів. Після чотирирічного проживання у Франції за часів американської окупації Гаїті (1915–1934) повернувся на батьківщину та займав пости в адміністраціях Луї Борно та Стеніо Жозефа Вінсена. За чотири роки був призначений на пост посла до сусідньої Домініканської Республіки, де уклав союз із президентом Трухільйо. Згодом переїхав до Вашингтона на посаду посла у США.

## Президентство
Його тісні економічні та політичні зв'язки зі Сполученими Штатами допомогли закласти базу для перемоги на президентських виборах, які відбулись 1941 року. Відомі члени Палати депутатів виступали проти його кандидатури, стверджуючи, що Гаїті потрібен «чорний» президент. Втім, спираючись на багатство Трухільйо, Леско міг купити собі шлях до президентства. В результаті він виграв 56 із 58 голосів законодавців.
Леско швидко зосередив у своїх руках контроль над державним апаратом, призначивши себе головою Військової гвардії, а також надавши кілька ключових постів представникам білої еліти, в тому числі і власному сину. Такі дії викликали презирливе ставлення до нього з боку чорношкірого населення країни.

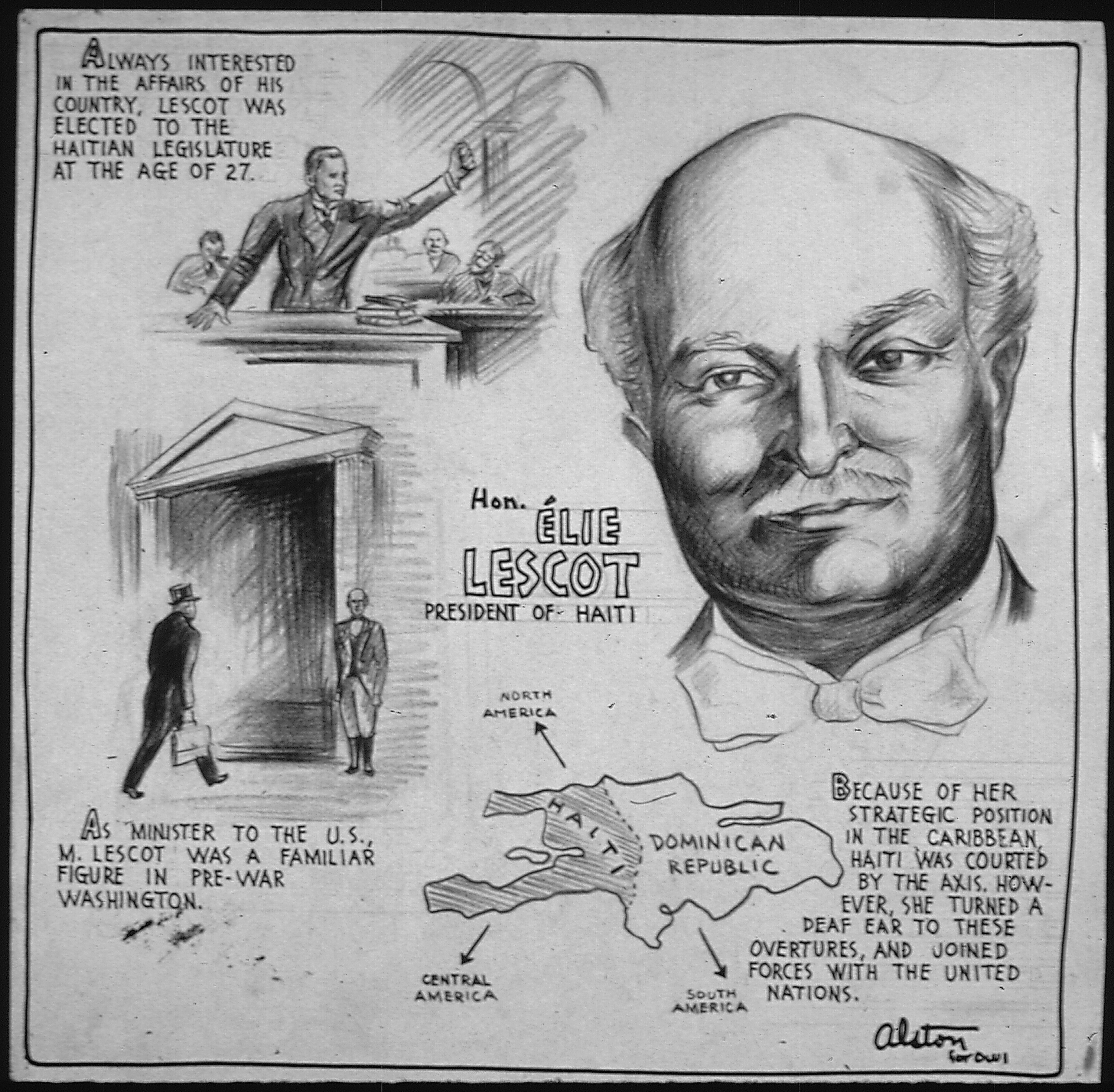
Плакат з американського Офісу військової інформації. Відділення внутрішніх операцій. Бюро новин, 1943

Після бомбардування Перл-Гарбора Елі Леско оголосив війну державам Осі та пообіцяв усю необхідну підтримку військам союзників. Його уряд запропонував притулок європейським євреям. 1942 року він вимагав на правах воєнного часу припинити дію конституції та надати йому необмежені повноваження виконавчої влади. Почалось фізичне переслідування політичних опонентів, а також тотальне стеження.
Під час військової блокади країни Осі відрізали постачання гуми зі Сходу. Адміністрація Леско почала амбітну програму спільно зі Сполученими Штатами з виробництва гуми в сільській місцевості Гаїті. 1941 року Експортно-імпортний банк США виділив для цієї мети 5 мільйонів доларів. Програма отримала назву «Société Haïtiano-Américane de Développement Agricole» (SHADA), її керівником став американський агроном Томас Феннел.
SHADA почала виробництво того ж року. Програма в підсумку зробила непридатними понад 100 000 гектарів сільськогосподарських земель. Фермери північної частини Гаїті були зняті з виробництва продовольчих товарів, переключившись на виробництво каучуку.
Леско енергійно підтримував кампанію від імені SHADA, стверджуючи що програма здатна модернізувати сільське господарство Гаїті.
Проте виробництво гуми не сягнуло запланованих показників. Цьому також сприяла посуха.
Леско остерігався припинення програми SHADA, що призвело б до різкого зростання безробіття та зашкодило б його іміджу. Він прохав про поступове закриття програми після кінця війни, проте отримав відмову.

## Усунення від влади та вигнання
Маючи уряд на межі банкрутства та слабку економіку, Леско безуспішно благав США про продовження погашення заборгованостей. Зламались і його теплі стосунки з Трухільйо. Він був змушений розширити штат Військової гвардії, в тому числі призначивши на вищі пости в ній представників білошкірої еліти. 1944 року було виявлено та заарештовано організаторів чорношкірого повстання в армії. Сімох із них було страчено за вироком військово-польового суду.
Того ж року Леско продовжив свій президентський термін з п'яти років до семи. До 1946 року його спроби боротьби проти свободи слова спричинили палкі студентські демонстрації, що вилились у повноцінне повстання в Порт-о-Пренсі. Натовп влаштував акцію протесту перед національним палацом.
Леско спробував відрядити Військову гвардію для розгону демонстрації, проте її командування відповіло відмовою. Переконаний, що його життя в небезпеці, Леско разом зі своїм урядом виїхав з країни. До влади в результаті прийшла військова хунта з трьох осіб, одразу ж пообіцявши організувати демократичні вибори. Дюмарсе Естіме, якого було обрано на пост президента в серпні 1946 року, став першим чорношкірим главою держави після американської окупації Гаїті.